# Pero behrensata
Pero behrensata är en fjärilsart som beskrevs av Alpheus Spring Packard 1876. Pero behrensata ingår i släktet Pero och familjen mätare. Inga underarter finns listade i Catalogue of Life.